# Liste der Naturdenkmale in Rechberghausen
| Naturdenkmale | Anzahl |
| ------------- | ------ |
| FND           | 3      |
| END           | 2      |
| Gesamt        | 5      |

Die Liste der Naturdenkmale in Rechberghausen nennt die verordneten Naturdenkmale (ND) der im baden-württembergischen Landkreis Göppingen liegenden Gemeinde Rechberghausen. In Rechberghausen gibt es insgesamt fünf als Naturdenkmal geschützte Objekte, davon drei flächenhafte Naturdenkmale (FND) und zwei Einzelgebilde-Naturdenkmale (END).
Stand: 1. November 2016.

## Flächenhafte Naturdenkmale (FND)
| Name                     | Bild | Kennung     | Einzelheiten   | Position | Fläche Hektar | Datum         |
| ------------------------ | ---- | ----------- | -------------- | -------- | ------------- | ------------- |
| Auwald Deppeler          | BW   | 81170380004 | Rechberghausen | ⊙        | 1,0           | 22. Juli 1994 |
| Schilfbestand Binsenbach | BW   | 81170380005 | Rechberghausen | ⊙        | 0,2           | 22. Juli 1994 |
| Weiher beim Schloßhof    | BW   | 81170380001 | Rechberghausen | ⊙        | 0,4           | 22. Okt. 1984 |
| Legende für Naturdenkmal |      |             |                |          |               |               |

## Einzelgebilde (END)
| Name                      | Bild | Kennung     | Einzelheiten   | Position | Fläche Hektar | Datum         |
| ------------------------- | ---- | ----------- | -------------- | -------- | ------------- | ------------- |
| 1 Eiche beim Schloßhof    | BW   | 81170380002 | Rechberghausen | ⊙        | 0,0           | 22. Okt. 1984 |
| 1 Kastanie bei Oberhausen | BW   | 81170380003 | Rechberghausen | ⊙        | 0,0           | 22. Okt. 1984 |
| Legende für Naturdenkmal  |      |             |                |          |               |               |